# Provincia del Guayas
Guayas es una de las veinticuatro provincias que conforman la República del Ecuador, localizada en la región litoral del país, al suroeste del mismo. Su capital es la ciudad de Guayaquil. La provincia es el mayor centro comercial, económico e Industrial de Ecuador. Con sus 4'788.476 millones de habitantes, Guayas es la provincia más poblada del país y contiene el 25,93 % de la población de la república. La provincia toma el nombre del río más caudaloso e importante de su territorio: el río Guayas. Con sus 2,85 millones de habitantes (más del 60,34 % de la población provincial), la ciudad de Guayaquil no es solo la ciudad más poblada de la provincia, sino también la más poblada de Ecuador.
Los territorios actuales del Guayas fueron dominados en la época precolombina, por los huancavilcas y varias otras tribus. Con la llegada de los españoles y su conquista, se buscó fundar en estos territorios una ciudad que sirva de puerto. Aunque se presentó en varias ocasiones la resistencia de los nativos, impidiendo la conquista de estos territorios. Varias veces intentaron la colonización, hasta que en 1538 fue fundada la ciudad de Guayaquil. El territorio actual del Guayas estuvo comprendido en el antiguo corregimiento guayaquileño, y luego en la gobernación colonial de Guayaquil. Después de las guerras de independencia contra España, se formó la República de Guayaquil, que se uniría después a la Gran Colombia, pasando a llamarse departamento de Guayaquil. Luego de la separación de la Gran Colombia y la formación de la República del Ecuador, la región se dividió en las actuales provincias de Manabí, Los Ríos, El Oro, Galápagos y Guayas. En el 2007, se separó de este territorio la provincia de Santa Elena.

## División política
Guayas se encuentra dividida políticamente en veinticinco cantones, de los cuales se derivan cincuenta parroquias urbanas y veintinueve parroquias rurales. Las actividades principales de la provincia son la industria, ya que se encuentra el puerto y las mayores fábricas en Guayaquil; el sector agropecuario en la vida rural, y el turismo, principalmente por sus famosas playas y festividades montubias.
Según el último ordenamiento territorial, la provincia del Guayas pertenecerá a una región comprendida también por las provincias de Bolívar, Los Ríos, Santa Elena y Galápagos. La conformación de las nuevas entidades administrativas de Ecuador están aún en proceso diplomático, aún no se unifican, y el plazo de ocho años, a partir de la constituyente de 2008, está en proceso de extensión.

## Toponimia
El término «Guayas» proviene del nombre de su río más importante, aunque este a principios se denominó de otras maneras, como «Amay». Existe una leyenda sobre un cacique y su esposa, llamados Guayas y Quil, que resistieron el avance de los conquistadores españoles en la región, y de la cual se presume tomó el nombre tanto el río, como la provincia y la ciudad capital provincial; sin embargo, esta leyenda carece de veracidad histórica. Otra versión del origen común entre Guayas, Guayaquil, y Yaguachi está en las voces tsafiki o colorado: «hua ia kil», que significa «nuestra casa grande», aunque esta teoría está en desuso. Varios historiadores apuntan a la existencia de un pueblo precolombino nativo de nombre Huaiaquile, del cual deriva el nombre de la ciudad de Guayaquil, y a su vez de esta el nombre de Guayas.

## Historia

Plano de la ciudad de Guayaquil en el año de 1741.

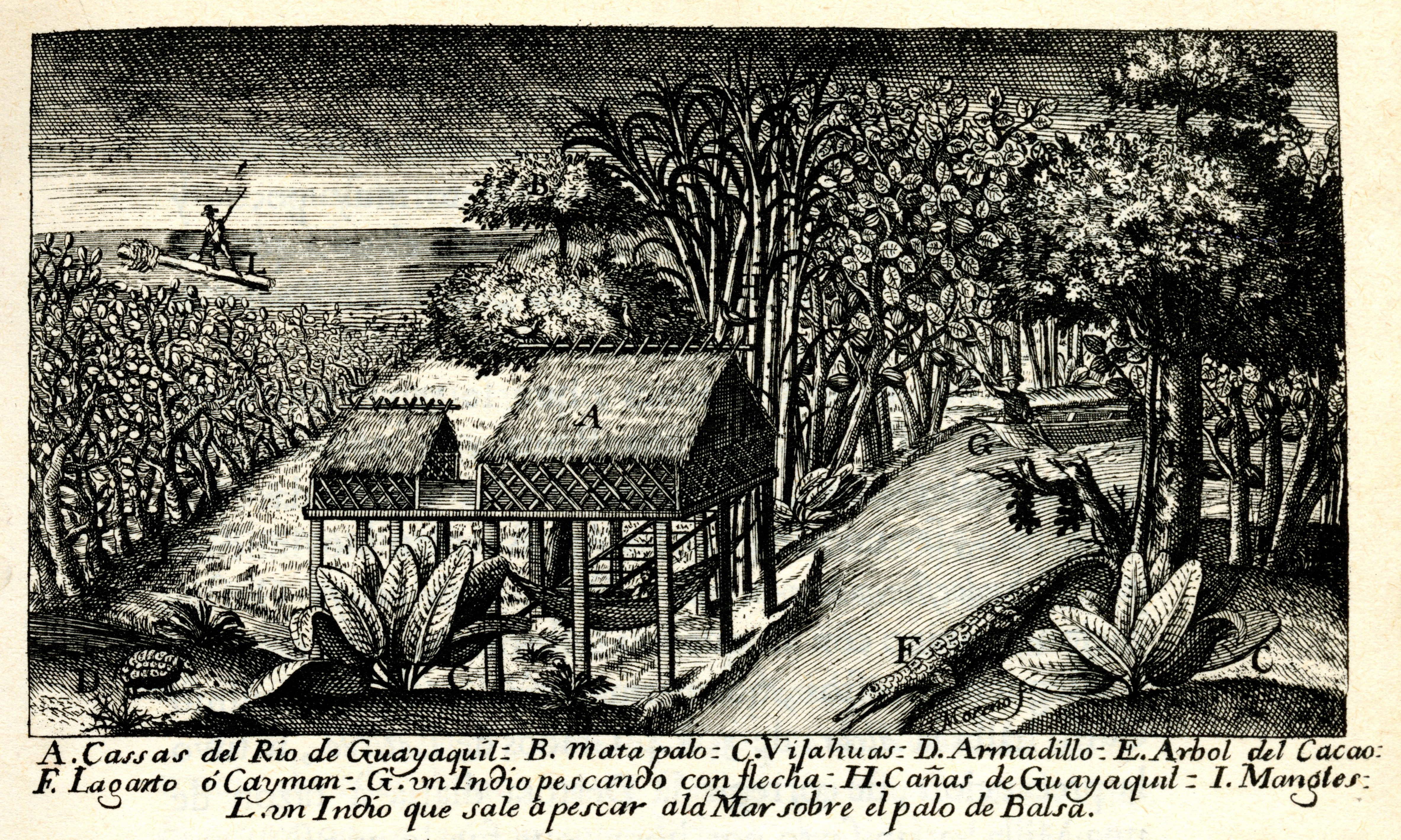
Paisaje rural del Corregimiento de Guayaquil según la Relación del Viaje a la América Meridional, de Jorge Juan y Antonio de Ulloa.

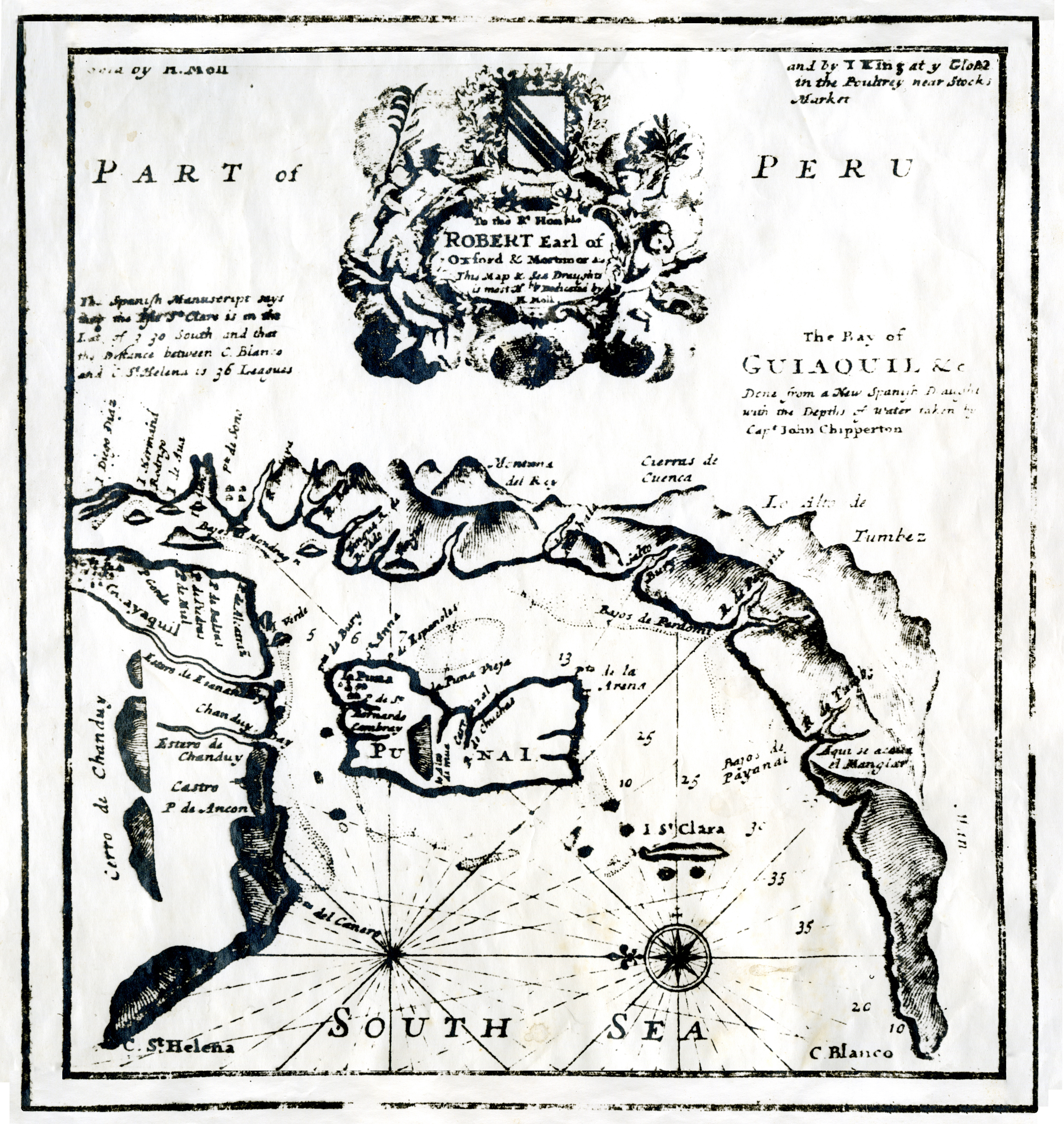
El Golfo de Guayaquil visto por John Clipperton.

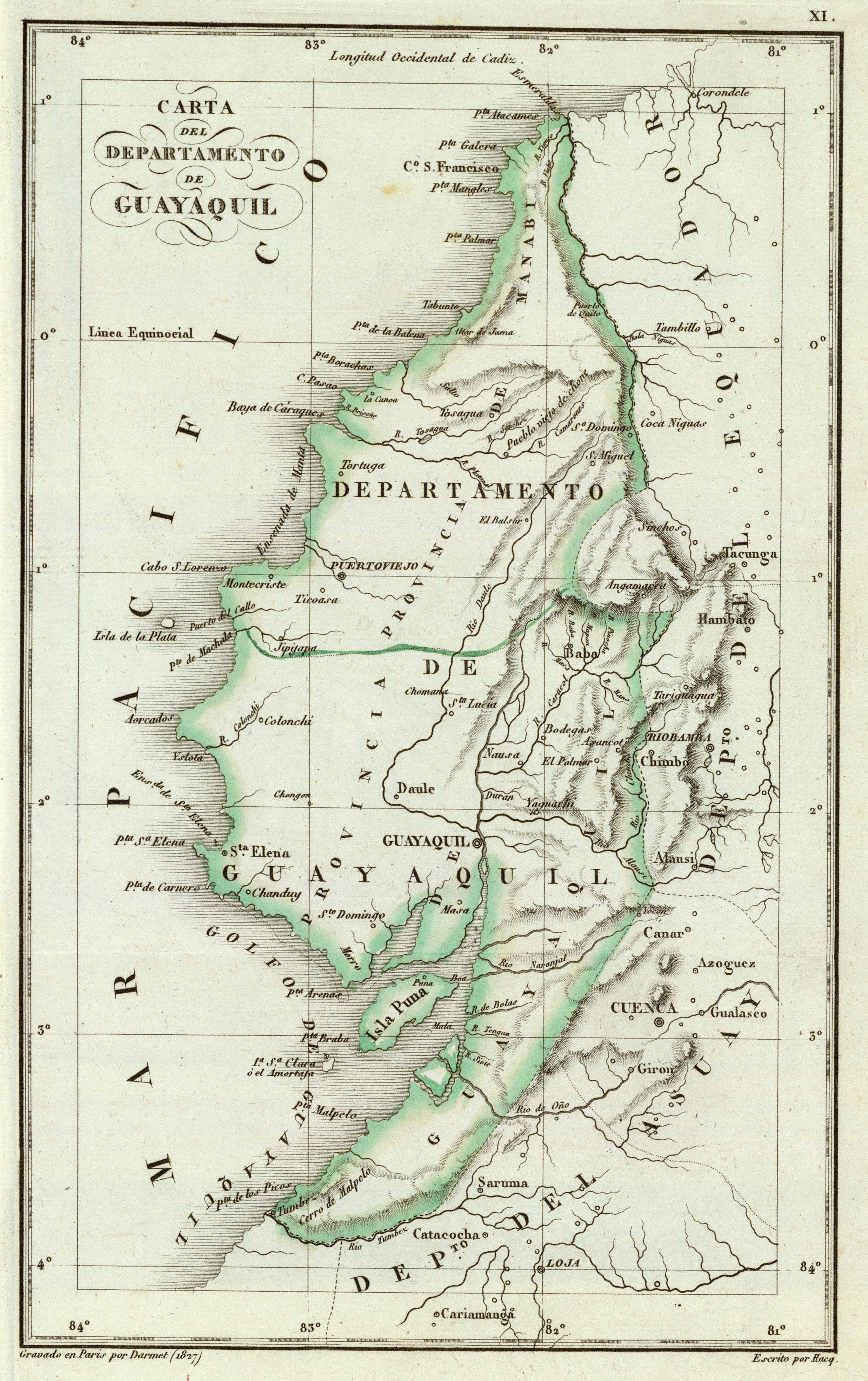
Carta del Departamento de Guayaquil.

### Conquista y colonia
La historia de la provincia del Guayas, comienza con la fundación de la ciudad de Guayaquil. Por varias veces, los conquistadores españoles trataron de establecer un puerto en la región litoral, pero se enfrentaban a la resistencia nativa, en especial la de los huancavilcas que dominaban esta parte de la región. Finalmente la ciudad fue fundada en el año de 1538 y al poco tiempo se convirtió en un eje importante de la Real Audiencia de Quito. Los dominios de Guayaquil abarcaban la mayor parte de lo que en la actualidad es la región Litoral del Ecuador.
Por Cédula Real de Carlos III de 8 de diciembre de 1762 dirigida al Virrey Pedro Mesía de la Cerda, este nombró a Juan Antonio Zelaya y Vergara primer Gobernador de Guayaquil el 11 de octubre de 1763, cargo que desempeñó entre 1764 y 1772. En esta época se vivió el Fuego Grande de 1764, una tragedia de grandes proporciones en la que Zelaya se destacó en sus esfuerzos por mitigarla lo antes y mejor posible, llegando a acoger a familias en su casa. Interrumpió el ejercicio de su cargo por orden del Virrey para desplazarse a Quito al mando de una guarnición y poner fin al levantamiento de sus barrios en los llamados "Motines del aguardiente y aduana". Fue nombrado Presidente de la Audiencia, cargo que desempeñó interinamente (A.G.1. Sev en la sección V, X, Audiencia de Quito, 17 de mayo de 1765). Desempeñó también el cargo de Gobernador y Superintendente de la Real Casa de la Moneda de Popayán, título expedido en El Pardo el 1 de abril de 1770.

### Época independentista
Después de muchos años, las revueltas emancipadoras empezaban a tomar lugar en todo el continente americano. Después de varios intentos de independencia en la Real Audiencia, el 10 de agosto de 1809, en Quito se da una rebelión, aunque no de carácter independentista, pero sería conocida en la posteridad como el "Primer Grito de Independencia". La rebelión terminó siendo aplacada un año más tarde por las tropas fieles a la Corona española, quienes dominaron nuevamente la ciudad el 2 de agosto de 1810.
El 9 de octubre de 1820, día de la Independencia de la ciudad de Guayaquil, comenzaron las guerras de independencia de la nación. La mayoría de los pueblos que estaban comprendidos en los territorios de la provincia, fueron también independizados. El Dr. José Joaquín de Olmedo y un extenso grupo de patriotas que participaron en la revolución se reunieron el 8 de noviembre del mismo año, para crear un estado independiente y soberano que sería llamado: "Provincia Libre de Guayaquil". En la actualidad la fecha de creación de la Provincia Libre de Guayaquil es considerada también como la fecha de origen de la provincia del Guayas, aunque esto aún no es oficial. El estado soberano e independiente comprendía los territorios que en la actualidad pertenecen a las provincias del Guayas, Santa Elena, Manabí, El Oro, Los Ríos, Cañar y parte del norte de Esmeraldas en Ecuador, y Túmbez en el actual Perú.
La Provincia Libre de Guayaquil fue el eje de las tropas emancipadoras, comandadas por el mariscal Antonio José de Sucre, que sostuvieron batallas alrededor de toda la Real Audiencia de Quito, hasta la batalla de Pichincha en las faldas del volcán homónimo el 24 de mayo de 1822. Después de la victoria de las independentistas, los territorios que correspondían a Quito y Cuenca decidieron adherirse a la Gran Colombia, mientras que la Provincia Libre de Guayaquil permanecía independiente.
Finalmente, el 26 de julio de 1822, el libertador Simón Bolívar arribó a la ciudad de Guayaquil para reunirse con el libertador José de San Martín y decidir el futuro tanto de la ciudad como de su provincia, hecho recordado como la célebre Entrevista de Guayaquil. La provincia fue oficialmente anexada a la Gran Colombia por decisión de ellos el 31 de julio de 1822.
Siendo parte de la Gran Colombia, el territorio de la Provincia Libre pasó constituir el Departamento de Guayaquil que conservaba los mismos territorios. En 1824, por medio de la Ley de División Territorial de la República de Colombia, el Departamento se subdividió en las provincias de Guayaquil y Manabí. Según el Artículo 13° de la Ley de División Territorial de la República de Colombia del 25 de junio de 1824, el Departamento del Guayaquil estaba comprendido por la provincia de Guayaquil, cuya capital era la ciudad de Guayaquil y a su vez estaba dividido en los cantones Daule, Babahoyo, Baba, Punta de Santa Elena y Machala.; y la provincia de Manabi, cuya capital era la ciudad de Portoviejo y a su vez estaba dividida por los cantones Portoviejo, Jipijapa, y Montecristi.

### Época ecuatoriana
El 13 de mayo de 1830, el Departamento de Ecuador se separa de la Gran Colombia, formando la República del Ecuador. El 19 de mayo de ese año los territorios del Departamento de Guayaquil pasaron también a formar parte del nuevo estado que integrarían la provincia del Guayas.
Varios años después, el 6 de octubre de 1860, durante la presidencia del Dr. Gabriel García Moreno, se decretó la creación de la provincia de Los Ríos cuya capital sería Babahoyo, con lo cual la provincia perdió alrededor de 6 254 km². Años más tarde, la Ley de División Territorial promulgada el 23 de abril de 1884 dictada por el presidente José María Plácido Caamaño, creó la provincia de El Oro que tomaría un área de 5 988 km² aproximadamente.
Con el pasar de los años y producto del auge comercial la provincia experimentó un crecimiento poblacional acelerado, con lo cual se fueron parroquializando varias localidades, mientras otras se cantonizaron. Para el año 2000, la provincia del Guayas, se dividía administrativamente en 28 cantones, sin embargo, después de una controversial campaña de pobladores de los cantones que conforman la península de Santa Elena (Salinas, La Libertad y Santa Elena), el 7 de noviembre de 2007 se creó la provincia de Santa Elena reduciendo al Guayas a su actual extensión territorial y división en 25 cantones.

## Geografía

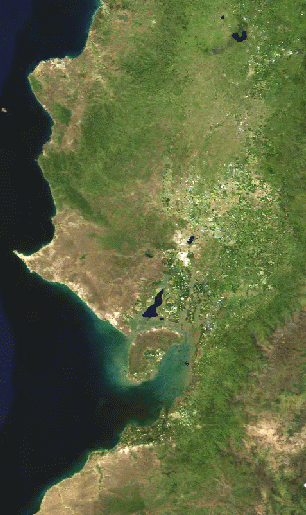
Imagen satelital de la ciudad de Guayaquil y de Durán.

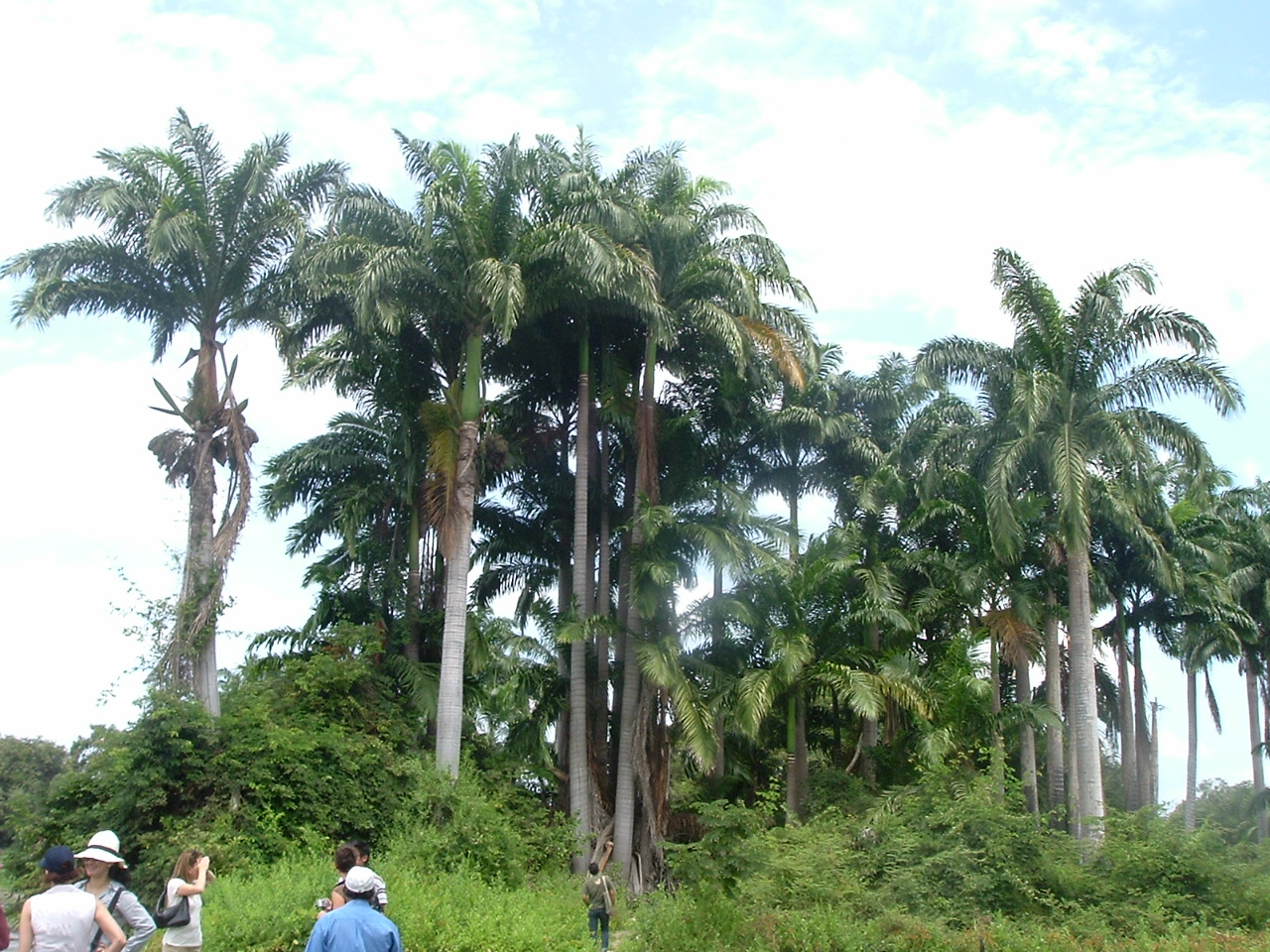
Palmeras en la Isla Santay.

La provincia del Guayas limita al norte con las provincias de Manabí y Los Ríos, al sur con la Provincia de El Oro, así como también con el Golfo de Guayaquil, al este con las provincias de Los Ríos, Bolívar, Chimborazo, Cañar y Azuay, y al oeste con la provincia de Manabí y la provincia de Santa Elena y el Océano Pacífico y su capital es Guayaquil.
Además del territorio continental, pertenecen a la jurisdicción de la provincia las islas que se encuentran en el Golfo de Guayaquil, en especial la Isla Puná que funciona como parroquia rural del cantón Guayaquil.
El territorio de la provincia del Guayas está situada en la llanura central de la región Litoral de Ecuador. Se encuentra atravesada por un sector de una cordillera costanera la cual se denomina Chongón-Colonche, que nace al este del cerro Santa Ana, frente a la ciudad de Guayaquil y se prolonga hacia la provincia de Manabí; sus elevaciones no superan los mil cien metros sobre el nivel del mar.
Con una superficie de 15,430 km² se puede apreciar que la provincia sea de mayor tamaño que la nación europea de la República de Montenegro.

### Hidrografía
El río más importante en la provincia es el Guayas, el cual es alimentado por la cuenca hidrográfica más grande del país. Los principales afluentes son: el río Daule y el río Babahoyo. El río Guayas desemboca en el golfo de Guayaquil, en la cual se encuentra un archipiélago en la cual la isla Puná es la de mayor importancia. Otro cuerpo de agua de importancia es el estero Salado el cual se divide en varios ramales menores que atraviesan el cantón de Guayaquil. En el área de Chongón también se encuentra un área de recreación denominado Parque Lago, que consiste en una represa que embalsa las aguas de los ríos Chongón y Perdido, como parte de la obra civil del trasvase de aguas desde el río Guayas hasta la península de Santa Elena.

### Recursos naturales
Entre los principales recursos naturales de la provincia se encuentran el arroz, el azúcar, el cacao, y el café. El clima del Guayas es propicio para las plantaciones de algodón y oleaoginosas. Al igual que la provincia de El Oro, el Guayas se destaca por su calidad de cosecha del banano. Los llanos de la provincia son los lugares perfectos para el cultivo del muyuyo, pegapega, chadra, palo santo, mosquero. La mayoría de los campesinos de la provincia se dedica a la cría de ganado porcino y bovino.
El recurso pesquero está limitado en la provincia desde la provincialización de la península de Santa Elena. El mayor centro pesquero de la provincia está en el cantón Playas.entre otros

### Clima
La influencia de las corrientes marinas fría de Humboldt y cálida de El Niño producen que el clima de la provincia del Guayas sea del tipo tropical sabana y tropical monzón, con temperaturas elevadas durante la mayor parte del año. Cerca de sus balnearios la evaporación es superior a la precipitaciones, ocasionando que la zona sea seca, casi desértica. La temperatura promedio es de 25°C aproximadamente.
La provincia, al igual que todo el Ecuador, tiene dos estaciones: Invierno o época de lluvias, la cual comprende una temporada de enero a mayo aproximadamente; y la época de Verano o época seca que va desde junio hasta diciembre.
| Parámetros climáticos promedio de la provincia del Guayas | Parámetros climáticos promedio de la provincia del Guayas | Parámetros climáticos promedio de la provincia del Guayas | Parámetros climáticos promedio de la provincia del Guayas | Parámetros climáticos promedio de la provincia del Guayas | Parámetros climáticos promedio de la provincia del Guayas | Parámetros climáticos promedio de la provincia del Guayas | Parámetros climáticos promedio de la provincia del Guayas | Parámetros climáticos promedio de la provincia del Guayas | Parámetros climáticos promedio de la provincia del Guayas | Parámetros climáticos promedio de la provincia del Guayas | Parámetros climáticos promedio de la provincia del Guayas | Parámetros climáticos promedio de la provincia del Guayas | Parámetros climáticos promedio de la provincia del Guayas |
| Mes                                                       | Ene                                                       | Feb                                                       | Mar                                                       | Abr                                                       | May                                                       | Jun                                                       | Jul                                                       | Ago                                                       | Sep                                                       | Oct                                                       | Nov                                                       | Dic                                                       | Año                                                       |
| --------------------------------------------------------- | --------------------------------------------------------- | --------------------------------------------------------- | --------------------------------------------------------- | --------------------------------------------------------- | --------------------------------------------------------- | --------------------------------------------------------- | --------------------------------------------------------- | --------------------------------------------------------- | --------------------------------------------------------- | --------------------------------------------------------- | --------------------------------------------------------- | --------------------------------------------------------- | --------------------------------------------------------- |
| Temperatura máxima media (°C)                             | 31                                                        | 30                                                        | 32                                                        | 32                                                        | 30                                                        | 29                                                        | 28                                                        | 28                                                        | 30                                                        | 29                                                        | 30                                                        | 31                                                        | 30                                                        |
| Temperatura máxima media (°F)                             | 88                                                        | 87                                                        | 89                                                        | 89                                                        | 87                                                        | 85                                                        | 84                                                        | 84                                                        | 86                                                        | 85                                                        | 86                                                        | 88                                                        | 86                                                        |
| Temperatura mínima media (°C)                             | 21                                                        | 20                                                        | 18                                                        | 22                                                        | 20                                                        | 15                                                        | 17                                                        | 15                                                        | 16                                                        | 17                                                        | 18                                                        | 20                                                        | 15                                                        |
| Temperatura mínima media (°F)                             | 74                                                        | 75                                                        | 76                                                        | 75                                                        | 74                                                        | 72                                                        | 70                                                        | 69                                                        | 70                                                        | 71                                                        | 72                                                        | 73                                                        | 72                                                        |
| Precipitaciones (mm)                                      | 22,35                                                     | 27,94                                                     | 28,70                                                     | 18,03                                                     | 5,33                                                      | 1,77                                                      | 0,25                                                      | 0,00                                                      | 0,25                                                      | 0,25                                                      | 0,25                                                      | 3,00                                                      | 108.45                                                    |
| Fuente: Weatherbase                                       |                                                           |                                                           |                                                           |                                                           |                                                           |                                                           |                                                           |                                                           |                                                           |                                                           |                                                           |                                                           |                                                           |

## Gobierno y política

### Política

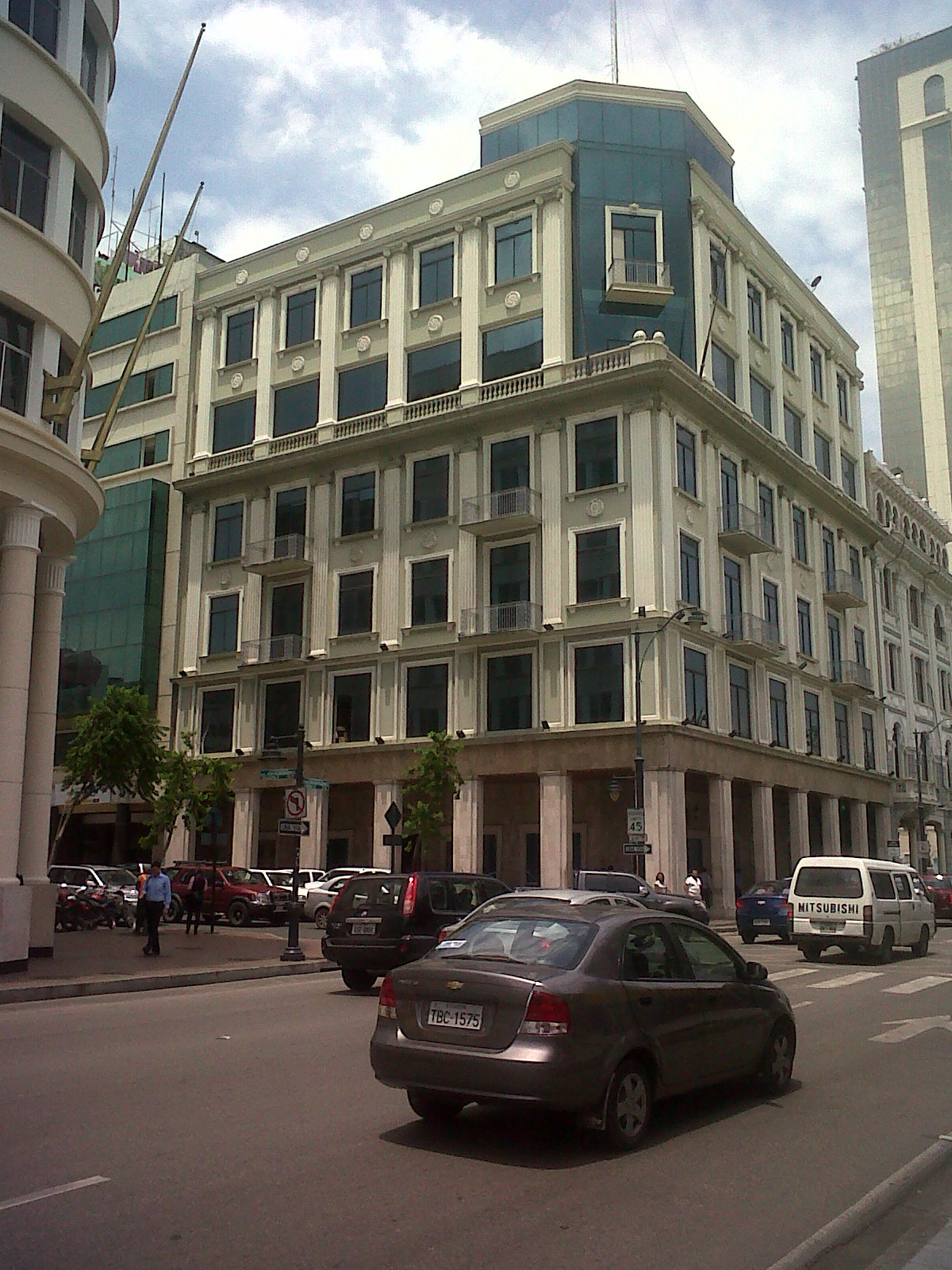
Sede de la Prefectura de Guayas en Guayaquil.

La estructura política del Guayas está conformada por el gobierno autónomo descentralizado provincial denominado comúnmente como «prefectura», la cual es una persona jurídica de derecho público que goza de autonomía política, administrativa y financiera, y ejerce las funciones ejecutivas, legislativas y de fiscalización dentro de la circunscripción territorial de la provincia. La sede de este gobierno seccional está en la ciudad Guayaquil, en calidad de capital provincial.
El gobierno provincial está conformada por un prefecto, un viceprefecto y el consejo provincial. El prefecto es la máxima autoridad y representante legal de la función ejecutiva dentro de la provincia y es elegido en binomio junto al viceprefecto por votación popular en las urnas. El consejo provincial es el órgano de legislación y fiscalización del gobierno provincial, y está integrado por el prefecto -quien lo preside con voto dirimente-, el viceprefecto, los alcaldes de los veinticinco cantones guayasenses, y representantes de los gobiernos de las parroquias rurales. En la actualidad el cargo de prefecta lo ejerce Marcela Aguiñaga Vallejo.
Paralelo al gobierno autónomo provincial del Guayas, el poder ejecutivo del presidente de la República está representado en la provincia por el gobernador. El cargo de gobernador es ocupado por un individuo designado por el presidente de la República, y puede durar en sus funciones indefinidamente mientras así lo decida el primer mandatario del país. Actualmente, la gobernadora de la provincia es Eliana Molineros.

### División administrativa
Guayas está dividido en 25 cantones, que a su vez están conformados por parroquias, las cuales en total suman 50 parroquias urbanas y 29 parroquias rurales. Cada uno de los cantones son administrados a través de una municipalidad y un consejo cantonal, los cuales son elegidos por la población de sus respectivos cantones. La responsabilidad de estos cantones es administrar las cortes judiciales regionales, realizar el mantenimiento de carreteras y autopistas, administrar los presupuestos del gobierno del estado para programas de asistencia social y económica, y administrar, en ciudades menores, infraestructuras tales como parques, facultades, distritos escolares y sistemas de saneamiento básico.
De acuerdo al censo poblacional presentado el 21 de septiembre de 2023, la provincia  del  Guayas tiene 4,391,923 habitantes, siendo la concentración poblacional más grande del Ecuador. Su cabecera cantonal, Guayaquil con 2,746,403 habitantes.  La conurbación de Guayaquil con 3,722,559 habitantes, formada por los cantones de Guayaquil, Durán, Samborondón, Daule, Nobol, Yaguachi Nuevo, Milagro y Playas, son la zona metropolitana más grande del Ecuador de los cuales 1,819,381 son hombre y 1,903,178 son mujeres.
|                        | Cantón                      | Población (2022) | Área (km²) | Cabecera cantonal           | Población (2022) |
| ---------------------- | --------------------------- | ---------------- | ---------- | --------------------------- | ---------------- |
|                        | Alfredo Baquerizo Moreno    | 25 526           | 220        | Alfredo Baquerizo Moreno    | 6035             |
|                        | Balao                       | 25 655           | 420        | Balao                       | 12 850           |
|                        | Balzar                      | 57 829           | 1164       | Balzar                      | 32 744           |
|                        | Colimes                     | 26 251           | 788        | Colimes                     | 7619             |
|                        | Coronel Marcelino Maridueña | 13 183           | 180        | Coronel Marcelino Maridueña | 7796             |
| Bandera de Daule       | Daule                       | 222 446          | 534        | Daule                       | 161 498          |
| Bandera de Durán       | Durán                       | 303 910          | 343        | Eloy Alfaro                 | 295 211          |
|                        | El Empalme                  | 79 767           | 732        | Velasco Ibarra              | 41 778           |
|                        | El Triunfo                  | 60 541           | 471        | El Triunfo                  | 41 042           |
|                        | General Antonio Elizalde    | 11 810           | 153        | General Antonio Elizalde    | 6738             |
| Bandera de Guayaquil   | Guayaquil                   | 2 746 403        | 4755       | Guayaquil                   | 2 650 288        |
|                        | Isidro Ayora                | 14 305           | 471        | Isidro Ayora                | 8275             |
|                        | Lomas de Sargentillo        | 22 254           | 67         | Lomas de Sargentillo        | 16 603           |
|                        | Milagro                     | 195 943          | 403        | Milagro                     | 159 970          |
|                        | Naranjal                    | 83 691           | 1686       | Naranjal                    | 39 323           |
|                        | Naranjito                   | 44 169           | 225        | Naranjito                   | 34 664           |
|                        | Nobol                       | 23 850           | 158        | Narcisa de Jesús            | 10 010           |
|                        | Palestina                   | 18 019           | 197        | Palestina                   | 10 392           |
|                        | Pedro Carbo                 | 52 177           | 932        | Pedro Carbo                 | 24 882           |
|                        | Playas                      | 58 768           | 277        | General Villamil            | 48 156           |
|                        | Salitre                     | 61 060           | 397        | Salitre                     | 13 571           |
| Bandera de Samborondón | Samborondón                 | 98 540           | 318        | Samborondón                 | 72 425           |
|                        | Yaguachi                    | 72 699           | 521        | Yaguachi Nuevo              | 22 972           |
|                        | Santa Lucía                 | 43 700           | 350        | Santa Lucía                 | 10 924           |
|                        | Simón Bolívar               | 29 427           | 298        | Simón Bolívar               | 8696             |

## Demografía
La mayor parte de la población de la provincia del Guayas está concentrada en su capital, Guayaquil. Más de 2.650.288 de habitantes, y esa cifra ha crecido considerablemente en los últimos años. De manera no tan notoria siguen el mismo rumbo las poblaciones de Durán y Daule debido a que estas dos ciudades son parte de la Conurbación de Guayaquil
Por la mitad del siglo pasado la población de la provincia del Guayas, llegaba a los 582.144 habitantes, pero para el año 2010, la población total era de 3.645.483 personas según el INEC (Instituto Nacional de Estadísticas y Censos). Para el 2013 se estima que esta cifra llega a 3.812.423 personas. La población tiene un rápido crecimiento, especialmente la urbana, debido a las importantes corrientes migratorias internas, de distintas zonas del Ecuador, que le confieren un acentuado carácter heterogéneo.
Hay que destacar que desde la época de la colonia e inicios de la República se han establecido inmigrantes de diferentes países de Europa, Asia y Medio Oriente cuyo aporte al desarrollo de las actividades económicas, artísticas y culturales ha sido de gran valor para la provincia.
| Evolución de la población del Cantón Guayaquil En relación con la Provincia del Guayas y la Ciudad Guayaquil |                      |                  |                     |
| Censos | Provincia del Guayas | Cantón Guayaquil | Ciudad de Guayaquil |
| 1950 | 582.144              | 331.942          | 258.966             |
| 1962 | 979.223              | 567.895          | 510.804             |
| 1974 | 1.512.333            | 907.013          | 823.219             |
| 1982 | 2.038.454            | 1.328.005        | 1.199.344           |
| 1990 | 2.515.146            | 1.570.396        | 1.508.444           |
| 2001 | 3.309.034            | 2.039.789        | 1.985.379           |
| 2010 | 3.645.483            | 2.350.915        | 2.278.691           |
| Fuente: Instituto Nacional de Estadísticas y Censos                                                          |                      |                  |                     |

Estas son las ciudades más pobladas de la provincia del Guayas:
| Ciudades más pobladas del Guayas |                          |                     |           |
| Posición en Guayas               | Posición en todo el país | Ciudad              | Población |
| 1                                | 1                        | Guayaquil           | 2.650.288 |
| 2                                | 5                        | Eloy Alfaro (Durán) | 295.211   |
| 3                                | 13                       | Daule               | 161.498   |
| 4                                | 14                       | Milagro             | 159.970   |
| 5                                | 21                       | Samborondón         | 72.425    |

## Economía

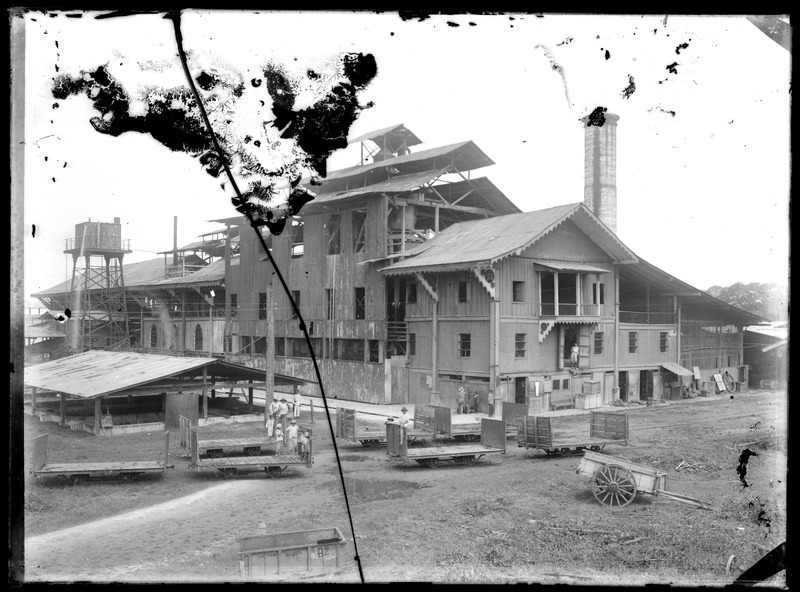
El Ingenio Valdez fue fundado en 1884 por Rafael Valdez Cervantes en lo que hoy es la ciudad de Milagro, fotografía tomada entre 1900–1920

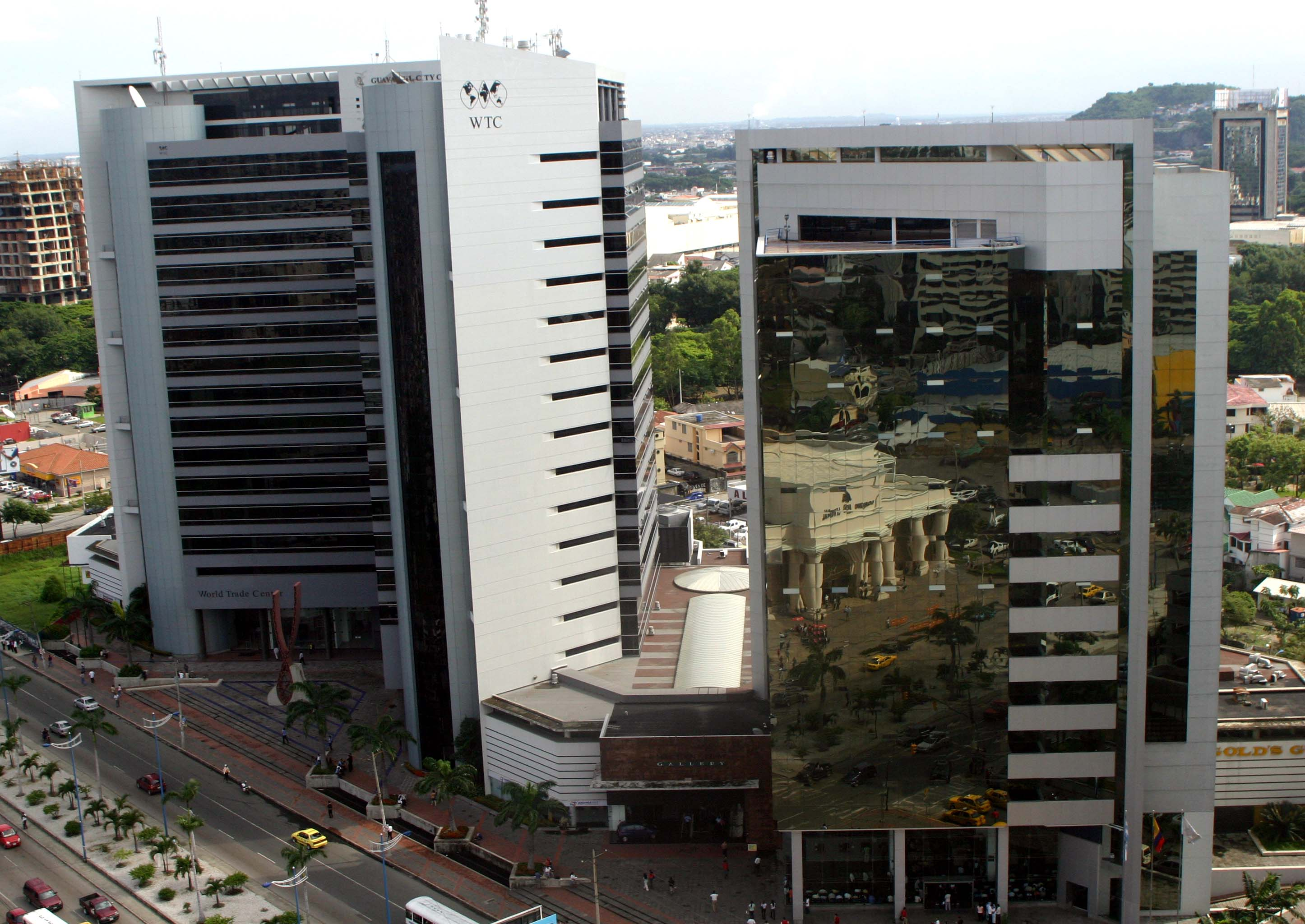
World Trade Center en Guayaquil.

La economía de la provincia se centra en la ciudad de Guayaquil, esto es debido a las exportaciones e importaciones de productos a diversas partes del mundo a través del Puerto Marítimo de esta ciudad. Otra de la ejes de la economía es el Aeropuerto Internacional José Joaquín de Olmedo, inaugurado el 27 de julio de 2006.

### Sector industrial
El sector industrial del Guayas está dominado por las agroindustrias y las elaboradoras de productos alimenticios. Dentro de la provincia y sus cantones se destacan las productoras de caña de azúcar, arroz y frutos. Esto la convierte en la segunda provincia ecuatoriana con mayor cantidad de terrenos destinados a la producción agrícola.
Se hace presenta también la industria textil, la tabaquera, la petroquímica y la de conservas. Otras industrias son la de metalmecánicos, la maderera y la cementera.
La industria pesquera ha sido limitada en la provincia del Guayas desde la creación de la provincia de Santa Elena. Actualmente el centro pesquero de la provincia es el cantón Playas.
En el 2013, la provincia del Guayas se perfiló según el Banco Central del Ecuador como la provincia con la economía más grande del país, incluso por encima de la provincia de Pichincha, donde se encuentra la capital, Quito.

### Turismo

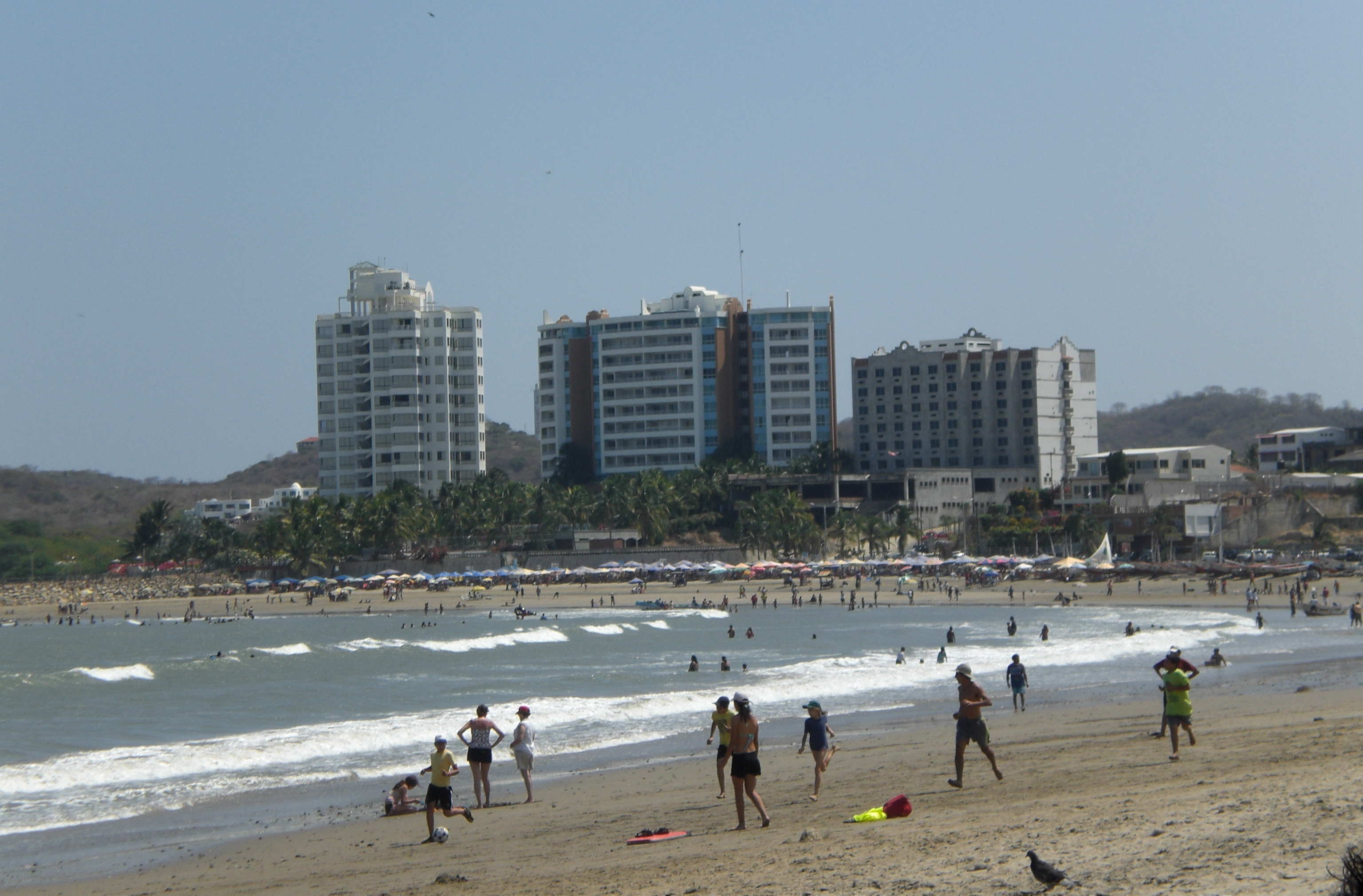
Playa de General Villamil, principal balneario guayasense.

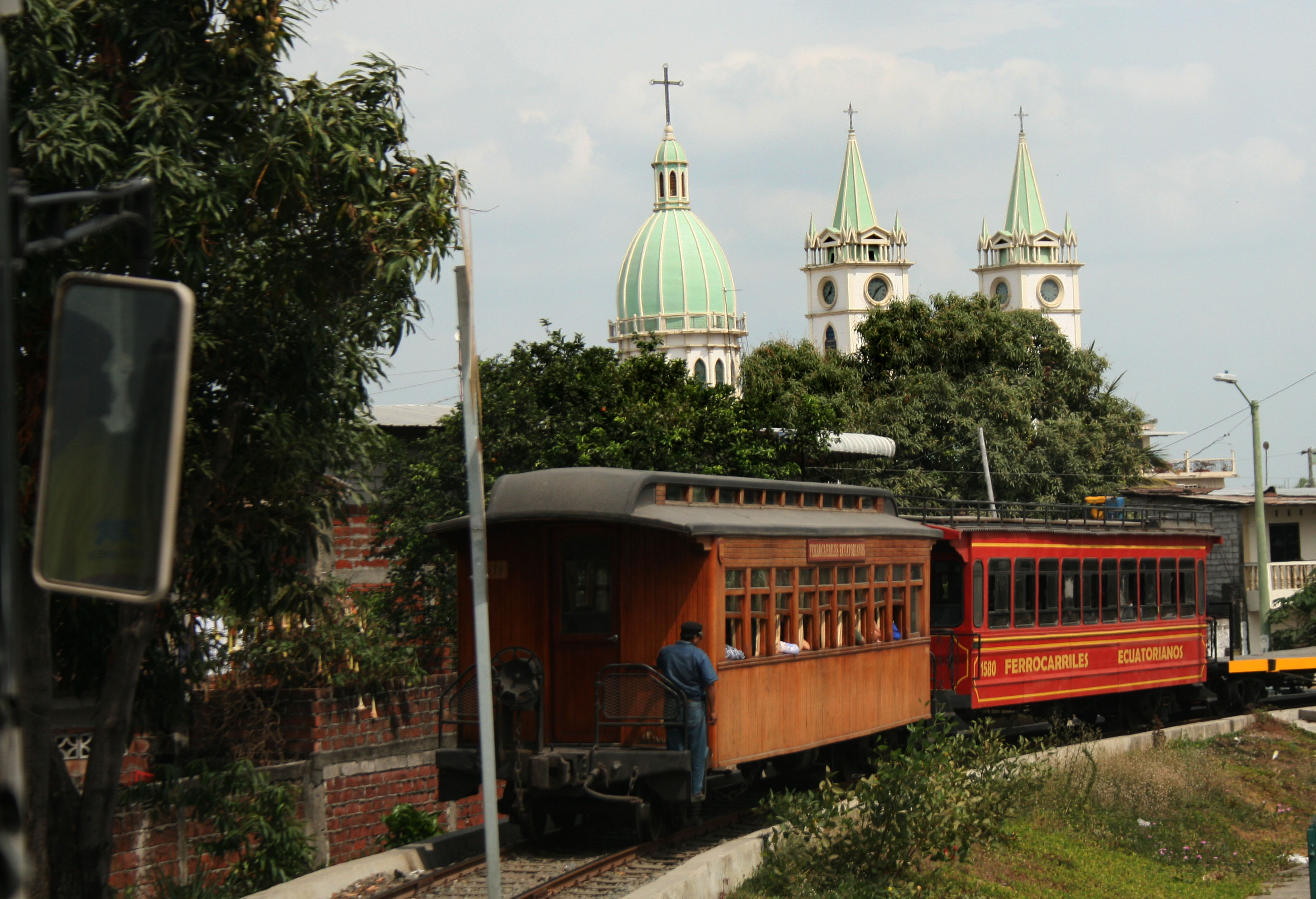
Tren pasando por Yaguachi.

El principal atractivo turístico de Guayas fue sus balnearios, pero después de la creación de la provincia de Santa Elena en el año 2007, la provincia perdió la mayor parte de su perfil costanero, por lo cual el principal balneario guayasense pasó a ser General Villamil, más conocido como Playas. Entre sus principales atractivos turísticos se destacan la playa Rosada y la punta El Pelado. Dentro del mismo cantón playense se encuentran varias comunas con playas destacadas. Las comunas Engabao y Puerto Engabao son puntos referenciales en la práctica de surf, razón por la cual en el 2014 se realizó allí el Reef Classic. Cabe también señalar la variedad de sus platos típicos de los cuales los que tienen mayor demanda son: el arroz marinero, encebollado de albacora, el ceviche mixto, ostra asada, entre otros. Cerca de General Villamil, se encuentran las parroquias rurales de Posorja y El Morro, ambas pertenecientes al cantón Guayaquil, las cuales están conectadas por una carretera paralela al perfil costanero, en la cual se ubican varios recintos (poblados menores) con amplio auge turístico como El Arenal, Data de Villamil, Data de Posorja; además de la playa Varadero.
A pesar de que en la actualidad la parroquia El Morro haya descendido su población, existen varios puntos turísticos de gran relevancia como el cerro El Muerto, el cual -a cierta distancia- pareciera tener la forma de un hombre acostado o muerto; la iglesia colonial de San Jacinto que data del siglo XVII; y en el recinto Puerto El Morro se pueden apreciar extensos manglares. Sin embargo, el mayor punto turístico de esta zona son los delfines (Tursiops truncatus) que se pueden avistar en recorridos marítimos a través del canal de El Morro.
El segundo cantón más poblado en la provincia, Durán , ofrece varios puntos turísticos como su malecón, clubes, muelles, entre otros. Anualmente se celebraba la famosa Feria Internacional del Ecuador, más conocida como Feria de Durán, sin embargo, por disposiciones gubernamentales se canceló tal evento en 2014. El actual atractivo turístico más importante de ese cantón es la isla Santay, en la cual se creó un área de recreación ecológica y se impulsó la creación de ecoaldeas, con el objetivo de atraer turistas y de preservar la flora y fauna de la isla. Durán también es conocido como la capital ferroviaria del país, debido a que desde esa localidad partía la línea férrea del Ferrocarril Transandino con destino a Quito.
Los principales atractivos turísticos de la provincia están dispersados a lo largo de territorio. En la capital, Guayaquil, se destacan el Malecón 2000 y el Malecón del Salado. También está el cerro Santa Ana, el cual está regenerado y rediseñado para el turismo. Resulta provechoso para el turismo recorrer la avenida Nueve de Octubre, que también ha sido parte de la denominada "Regeneración Urbana", en esta avenida se pueden apreciar edificios altos, iglesias, varios parques (incluyendo al Parque Centenario), entre otros intereses. Entre las edificaciones con atractiva estructura arquitectónica están el Palacio Municipal de Guayaquil, la Gobernación, el barrio Las Peñas.
Guayas actualmente cuenta con 6 rutas turísticas que son: Ruta de la Aventura, Arroz, Ruta de la Fe.

## Deporte

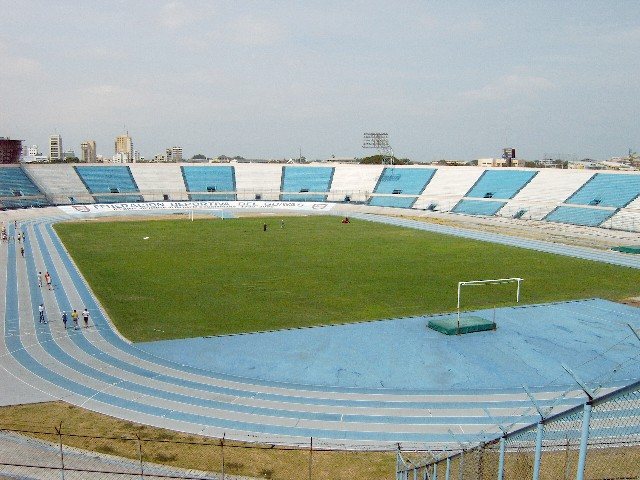
Estadio Modelo Alberto Spencer, es el estadio más representativo del deporte provincial.

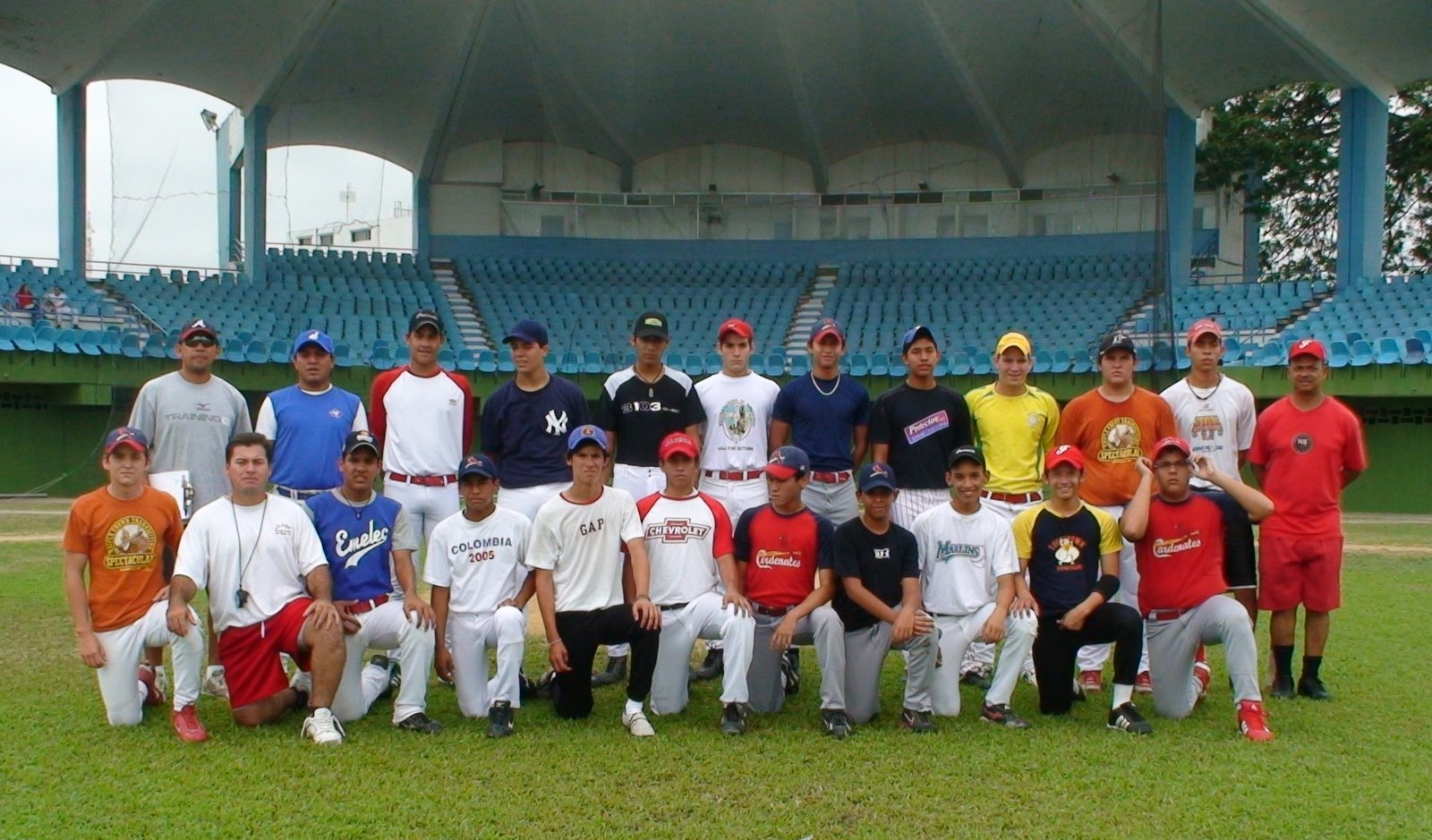
El Yeyo Úraga, es el estadio más simbólico en cuanto a la práctica del béisbol.

Las diferentes actividades deportivas de tipo amateur y profesional son reguladas, planificadas y coordinadas por la Federación Deportiva del Guayas, conocida como Fedeguayas, a la cual están adscritas las asociaciones provinciales especializadas en cada deporte. Fedeguayas también está encargada de ampliar y mantener los escenarios deportivos en óptimo estado para su utilización. Esta federación deportiva está afiliada a la Federación Deportiva Nacional del Ecuador, en coordinación directa con el Ministerio del Deporte de nivel nacional. En Guayaquil se encuentran la mayoría de las sedes de las federaciones nacionales de cada deporte, como la Federación Ecuatoriana de Fútbol; además de la sede del Comité Olímpico Ecuatoriano.
El deporte más popular en la provincia del Guayas, al igual que en todo el país, es el fútbol. El origen de la práctica del fútbol en Ecuador se dio en Guayaquil, ciudad en la cual se fundó el primer club de esta disciplina, el Guayaquil Sport Club, y se realizaron los primeros torneos amateur y profesional del país.  En la actualidad, los dos clubes ecuatorianos más populares tienen su sede en Guayaquil: el Barcelona Sporting Club, Club Sport Emelec y el Guayaquil City Fútbol Club, quienes juegan en la Serie A nacional. Barcelona es el club con mayor cantidad de títulos nacionales conseguidos con un total de 16 campeonatos, mientras que Emelec posee 14 títulos. Ambos equipos disputan el partido de mayor importancia del fútbol ecuatoriano: el clásico del Astillero.
En el béisbol los clubes principales son el Club Sport Oriente, Cardenales de Guayaquil, los dodgders Guayaquil y el Club Especializado Formativo Indios quienes actualmente juegan en la Liga Ecuatoriana de Béisbol —máxima categoría en dicha disciplina—.
Los clubes de fútbol de la provincia están afiliados a la Asociación de Fútbol del Guayas (Asoguayas), adscrita a Fedeguayas. El sistema de campeonato de fútbol nacional establece una Primera Categoría dividida en Serie A y Serie B, y además una Segunda Categoría como campeonato de ascenso, la cual -en sus primeras instancias- comprende de varios campeonatos a niveles provinciales. Asoguayas es la entidad que organiza el campeonato de Segunda Categoría del Guayas.
También se pueden encontrar varias instalaciones deportivas diseñadas para una extensa gama de deportes. Dentro de los estadios de fútbol se pueden destacar: el Estadio George Capwell de Emelec, el Estadio Modelo Alberto Spencer de uso común, y el Estadio Monumental Isidro Romero Carbo del Barcelona el cual es el más grande del país. Además de escenarios futbolísticos, existe el Coliseo Voltaire Paladines Polo, diseñado para baloncesto y adecuado para concierto y presentación de artistas. El estadio Yeyo Úraga, está diseñado para béisbol. También se pueden apreciar el Cartódromo Guayaquil, el Guayaquil Tenis y Golf Club y el Coliseo Abel Jiménez Parra.
Dentro de los deportistas destacados que nacieron en esta provincia se pueden enlistar los tenistas Francisco Segura, Andrés Gómez y Nicolás Lapentti; a los futbolistas Alberto Spencer y Carlos Muñoz Martínez; al nadador Jorge Delgado Panchana, entre otros.